# Geodia californica
Geodia californica är en svampdjursart som beskrevs av Lendenfeld 1910. Geodia californica ingår i släktet Geodia och familjen Geodiidae. Inga underarter finns listade i Catalogue of Life.